# Guzmania brevispatha
Guzmania brevispatha är en gräsväxtart som beskrevs av Carl Christian Mez. Guzmania brevispatha ingår i släktet Guzmania och familjen Bromeliaceae. Inga underarter finns listade i Catalogue of Life.